# Szimszit
Szimszit (hebr. שמשית; ang. Shimshit; pol. Słoneczny) – wieś komunalna położona w Samorządzie Regionu Emek Jizre’el, w Dystrykcie Północnym, w Izraelu.

## Położenie
Szimszit jest położona na wysokości od 180 do 270 metrów n.p.m. na północno-zachodnim skraju masywu górskiego Hare Nacerat, oddzielającego Dolinę Bejt Netofa od Doliny Jezreel w Dolnej Galilei, na północy Izraela. Osada leży na południowo-zachodnich zboczach wzgórza Giwat Kusbar (282 m n.p.m.). Bardziej na wschodzie wznosi się wzgórze Giwat Rabi (286 m n.p.m.). Na północny zachód od wsi znajduje się wadi, którego dnem płynie strumień Cippori. W jej otoczeniu znajduje się miasto Nazaret, miasteczka Zarzir, Ar-Rajna i Ilut, kibuce ha-Solelim i Cippori, oraz wieś komunalna Giwat Ela.
Szimszit jest położona w Samorządzie Regionu Emek Jizre’el, w Poddystrykcie Jezreel, w Dystrykcie Północnym Izraela.

## Historia
W 1983 roku władze państwowe podjęły decyzję o utworzeniu w tej okolicy dwóch nowych żydowskich osiedli mieszkaniowych. Miały być one przeciwwagą dla okolicznych społeczności arabskich, oraz miały przyczynić się do zmniejszenia problemu braków mieszkaniowych. W ten sposób w 1988 roku utworzono sąsiednią wieś Giwat Ela. W 1991 roku przygotowano plany budowy drugiej osady, jednak ich realizacja została opóźniona przez prace wykopaliskowe na sąsiednim stanowisku archeologicznym. Obejmowało ono pozostałości starożytnej żydowskiej osady Churwat Szimszit (hebr. חורבת שמשית), która została szczegółowo opisana przez archeologów. Następnie rozpoczęcie prac budowlanych było opóźniane przez protesty ekologów, chroniących położony na północy kompleks leśny Ja’ar Cippori. Wieś Szimszit powstała dopiero w 2000 roku dzięki bezpośredniej interwencji ówczesnego ministra infrastruktury Ariela Szarona i mocnemu zaangażowaniu się Agencji Żydowskiej. Budowa pierwszych domów rozpoczęła się latem 2000 roku, a pierwsi mieszkańcy wprowadzili się na stałe dwa lata później. Koncepcja budowy zakładała, że będzie to mieszkalna wieś, której mieszkańcy będą dojeżdżać do miejsc pracy w pobliskich strefach przemysłowych. Projekt został przygotowany przez architekta Zvi Springera, który starał się zaprojektować wieś w zgodzie z filozofią zrównoważonego rozwoju i utrzymaniem nietkniętej przyrody otoczenia. Dlatego domy zostały wkomponowane w zielone otoczenie, w którym umieszczono kamienie, skały i wodę.

## Demografia
Większość mieszkańców wsi jest Żydami, jednak nie wszyscy identyfikują się z judaizmem. Tutejsza populacja jest świecka:

## Gospodarka i infrastruktura
Mieszkańcy wsi dojeżdżają do miejsc pracy położonych poza osadą. W wiosce jest przychodnia zdrowia i sklep wielobranżowy.

## Transport
Z wsi wyjeżdża się na północ, aby przy kibucu ha-Solelim wjechać na drogę nr 79. Jadąc nią na północny zachód dojeżdża się do węzła drogowego z drogą ekspresową nr 77, lub jadąc na południowy wschód dojeżdża się do kibucu Cippori i dalej do miasta Nazaret.

## Edukacja i kultura
Wieś posiada własne przedszkole i szkołę podstawową Re’im. Starsze dzieci są dowożone do szkoły w moszawie Nahalal. W wiosce jest ośrodek kultury z biblioteką, basen pływacki, sala sportowa z siłownią, boiska oraz korty tenisowe.

## Turystyka
Na północ od wsi rozciąga się leśny Rezerwat przyrody Ja’ar Cippori, w którym wytyczono szlaki do pieszych i rowerowych wycieczek o łącznej długości 18 km. Utworzono także miejsca piknikowe, place zabaw oraz parkingi, które są dostępne także dla niepełnosprawnych przez cały rok.